# Francesc Torres (artista)
Francesc Torres (nacido Francesc Torres i Iturrioz,  Barcelona, 1948)  es un videoartista español residente en Nueva York. Su obra está influenciada por la política, la sociología, la historia y la cultura.

## Obra
Su obra ha sido ampliamente expuesta internacionalmente y fue incluida en la exposición Art at the Armory organizada por el Museo de Arte Contemporáneo de Chicago. Torres expuso la instalación, Entropy, destiny and junk, que constaba de siete coches de desguace en un campo de arena rastrillada junto con un video consistente en imágenes de noticias sobre Ronald Reagan, los disturbios de Los Ángeles, palestinos e israelíes y boxeadores peleando en un ring. En otra instalación, Memory Remains, Torres exhibió objetos recuperados de la zona cero del 11-S para "transmitir el trauma de los ataques".
Su trabajo fue galardonado con el prestigioso Premio Velázquez en 2024. El jurado destacó  “su trayectoria artística con un trabajo interdisciplinar y precursor del arte conceptual que abarca diversos medios como la escultura, la instalación, el videoarte y la fotografía. La obra de Francesc Torres se caracteriza por su reflexión profunda sobre el contexto social y político. A lo largo de su carrera, de proyección internacional, Torres ha abordado temas esenciales en nuestro tiempo como la guerra, la identidad, la memoria histórica y el impacto de los medios de comunicación en la percepción del mundo, explorando las intersecciones entre arte y política”.

## Colecciones
La obra de Torres se conserva en la colección permanente del Museo de Arte Contemporáneo de Barcelona, el Museo Whitney de Arte Estadounidense, el Centro Internacional de Fotografía, y el MoMA, entre otros espacios.